# Chãos
Chãos est une freguesia portugaise située dans le district de Santarém.
Avec une superficie de 25,14 km2 et une population de 744 habitants (2001), la paroisse possède une densité de 29,6 hab/km2.